# 成松和一
成松 和一（なりまつ わいち、1905年 - 1944年）は、日本の元俳優である。本名同じ。片岡千恵蔵プロダクションを支える重要な脇役俳優として知られたが、若くして引退・病没した。

## 人物・来歴
1905年（明治38年）、東京府東京市麻布区（現在の東京都港区）に生まれる。俳優の加藤精一は義兄。
義兄の影響で演劇に興味を持ち、新国劇から分派した同志座に参加する。1926年（大正15年）、舞台協会を経て、高松豊次郎が主宰するタカマツ・アズマプロダクションに入社する。記録に残る最初の出演作は、同年1月22日に公開された、山本嘉次郎および横田豊秋（のちの俳優宇留木浩）共同監督によるサイレント映画『男児一諾』で、満20歳前後の実年齢にもかかわらず富豪の老人役を演じた。同プロダクションは、京都の牧野省三が主宰するマキノ・プロダクションと提携しており、同作は同プロダクションの吾嬬撮影所を使用し、「マキノプロダクション東京撮影所」として製作された。同年7月1日に公開された横田豊秋監督の『銅銭会事変』では、曲淵甲斐守を演じた。
1928年（昭和3年）には、日本映画プロダクション連盟に参加、さらに片岡千恵蔵が主宰する京都の片岡千恵蔵プロダクションに、同社の創立とともに移籍、同年6月15日に公開された稲垣浩監督の『天下太平記』に出演している。同年8月1日に公開された稲垣浩監督の『放浪三昧』では、近藤勇役に抜擢された。1929年（昭和4年）秋からの3部作、清瀬英次郎監督の『愛染地獄』では、瀬川路三郎、林誠之助とともに、林田一角・伊牟田周平・樋渡八兵衛の浪人三人組を演じ、重要な助演者として同プロダクションを支えた。1931年（昭和6年）1月15日に公開された伊丹万作監督の『御存知源氏小僧』では、かつて『銅銭会事変』で演じた「曲淵甲斐守」役を再度演じている。
1934年（昭和9年）1月31日に公開された伊丹万作監督の『武道大鑑』に出演したのを最後に同プロダクションを退社、満29歳の若さで芸能界からも引退した。極端な厭人病を患ったとの事である。その10年後、第二次世界大戦末期の1944年（昭和19年）、病気により死去した。満38-39歳の没。
没後32年を経た1976年（昭和51年）5月1日に公開された『噫活弁大写真』では、かつて出演した作品のフッテージが使用され、ふたたびスクリーンに姿を現した。

## フィルモグラフィ
すべてクレジットは「出演」である。公開日の右側には役名、および東京国立近代美術館フィルムセンター（NFC）、マツダ映画社所蔵等の上映用プリントの現存状況についても記す。同センター等に所蔵されていないものは、とくに1940年代以前の作品についてはほぼ現存しないフィルムである。

### タカマツ・アズマプロダクション
特筆以外は製作・配給ともにタカマツ・アズマプロダクション、すべてサイレント映画である。
- 『男児一諾』 : 監督山本嘉次郎・横田豊秋、製作マキノプロダクション東京撮影所、配給マキノプロダクション、1926年1月22日公開 - 野中老人（富豪）
- 『紅扇』 : 監督友成用三、1926年3月20日公開 - 巡査
- 『銅銭会事変』 : 監督横田豊秋、1926年7月1日公開 - 曲淵甲斐守
- 『辻切縦横組』 : 監督荒川清、1927年3月25日公開 - 前田主膳
- 『観音堂の仇討』 : 監督高松操、1927年4月22日公開 - 沢田民部

### 片岡千恵蔵プロダクション
特筆以外すべて製作は「片岡千恵蔵プロダクション」、配給はそれぞれ「自主配給」「松竹キネマ」「日活」である。すべてサイレント映画である。
自主配給
- 『天下太平記』 : 監督稲垣浩、1928年6月15日公開 - 御典医細井信慶
- 『放浪三昧』 : 監督稲垣浩、1928年8月1日公開 - 近藤勇、60分尺で現存（マツダ映画社所蔵[9]）
- 『愛憎血涙』（別題『利根川の血陣』[6]『愛憎血涙行』[5]） : 監督曾我正史、1928年8月31日公開 - 馬木川呂九平、39分尺で現存（NFC所蔵[6]）
- 『仇討流転』 : 監督伊丹万作、1928年11月25日公開 - 芹沢又十郎
- 『銀猫左門』 : 監督稲垣浩、1928年12月15日公開 - 赤松三樹
- 『めくら蜘蛛』 : 監督稲垣浩、1929年1月5日公開 - 四角屋又兵衛
- 『ごろん棒時代』 : 監督振津嵐峡（曾我正史）、1929年3月6日公開 - 如月権太左衛門
- 『鴛鴦旅日記』 : 監督稲垣浩、1929年3月16日公開 - 音峯半四郎

配給 松竹キネマ
- 『足軽浪士』 : 監督井上金太郎、1929年4月20日公開 - 旗本副頭領

配給 日活
- 『相馬大作 武道活殺の巻』 : 監督稲垣浩、1929年5月30日公開 - 細川直右衛門
- 『絵本武者修業』 : 監督稲垣浩、1929年6月7日公開 - 大王
- 『殺した人』 : 監督稲垣浩、1929年9月7日公開 - 恩乗頼母
- 『宮本武蔵』 : 監督井上金太郎、1929年10月17日公開 - 常山勘四郎
- 『愛染地獄 第一篇』 : 監督清瀬英次郎、1929年11月16日公開 - 樋渡八兵衛
- 『愛染地獄 第二篇』 : 監督清瀬英次郎、1929年11月22日公開 - 樋渡八兵衛
- 『鮫鞘』 : 監督稲垣浩、1929年12月25日公開 - 城主
- 『愛染地獄 第三篇』 : 監督清瀬英次郎、1930年1月8日公開 - 樋渡八兵衛[8]
- 『右門捕物帖 三番手柄』 : 監督辻吉郎、1930年1月31日公開 - 家光、16分尺の部分のみが現存（NFC所蔵[6]）
- 『春風の彼方へ』 : 監督伊丹万作、1930年3月14日公開 - 旅の病人
- 『風雲天満双紙 第一篇』 : 監督岡田敬、1930年4月25日公開
- 『風雲天満双紙 第二篇』 : 監督岡田敬、1930年5月22日公開
- 『恋車 前篇』 : 監督渡辺邦男、1930年8月28日公開 - 本多佐渡
- 『諧謔三浪士』 : 監督稲垣浩、1930年9月19日公開 - 清四郎、66分尺で現存（NFC所蔵[6]） / 62分尺で現存（マツダ映画社所蔵[9]）
- 『逃げ行く小伝次』 : 監督伊丹万作、1930年10月10日公開 - 町人の主人
- 『湖畔の盗賊』 : 監督清瀬英次郎、1930年10月24日公開 - 五右衛門源七
- 『忠直卿行状記』 : 監督池田富保、1930年12月5日公開 - 山添帯刀
- 『一心太助』 : 監督稲垣浩、1930年12月31日公開 - 十時半三郎、40分尺で現存（マツダ映画社所蔵[9]）
- 『御存知源氏小僧』 : 監督伊丹万作、1931年1月15日公開 - 曲淵甲斐守
- 『瞼の母』 : 監督稲垣浩、1931年3月13日公開 - 飯岡の身内突き膝の喜八、65分尺で現存（マツダ映画社所蔵[9]）
- 『元禄十三年』 : 監督稲垣浩、1931年5月1日公開 - 梶川与惣兵衛
- 『快侠金忠輔 前篇』 : 監督振津嵐峡（曾我正史）、1931年5月29日公開 - 梶川熊太郎
- 『快侠金忠輔 後篇』 : 監督振津嵐峡（曾我正史）、1931年6月5日公開 - 梶川熊太郎[8]
- 『金的力太郎』 : 監督伊丹万作、1931年7月1日公開 - 和泉屋
- 『男達ばやり』 : 監督稲垣浩、1931年7月14日公開 - 水野十郎左衛門、80分尺で現存（NFC所蔵[6]） / 59分尺で現存（マツダ映画社所蔵[9]）
- 『花火』 : 監督伊丹万作、1931年8月26日公開 - 木村英助
- 『殉教血史 日本二十六聖人』 : 監督池田富保、製作日活太秦撮影所、1931年10月1日公開 - 牢役人吉見甚蔵、96分尺で現存（NFC所蔵[6]）
- 『一本刀土俵入』 : 監督稲垣浩、1931年11月13日公開 - 辰三郎
- 『水野十郎左衛門』 : 監督清瀬英次郎、1931年12月31日公開 - 渡辺の綱平
- 『弥太郎笠 去来の巻』 : 監督稲垣浩、1932年3月17日公開 - 三原助五郎
- 『弥太郎笠 独歩の巻』 : 監督稲垣浩、1932年3月25日公開 - 三原助五郎
- 『闇討渡世』 : 監督伊丹万作、1932年6月3日公開 - 三浦友之助
- 『旅は青空』 : 監督稲垣浩、1932年7月14日公開 - 衣母権之助
- 『白夜の饗宴』 : 監督マキノ正博、1932年10月13日公開 - 瓜生
- 『研辰の討たれ』 : 監督伊丹万作、1932年11月17日公開 - 柴田八十助
- 『時代の驕児』 : 監督稲垣浩、1932年12月22日公開 - 用心棒古川
- 『元禄檜笠』 : 監督振津嵐峡（曾我正史）、1932年12月31日公開 - 矢貝荘三郎
- 『刺青奇偶』 : 監督伊丹万作、1933年1月14日公開 - 医師香伯
- 『長脇差風景』 : 監督犬塚稔、製作日活太秦撮影所、配給日活、1933年2月15日公開 - 蛇形の伝六
- 『国定忠治 旅と故郷の巻』 : 監督稲垣浩、1933年3月15日公開 - 大手剛造
- 『堀田隼人』 : 監督伊藤大輔、1933年4月27日公開 - 浪人・井関
- 『国定忠治 流浪転変の巻』 : 監督稲垣浩、1933年6月1日公開 - 大手剛造
- 『国定忠治 霽れる赤城の巻』 : 監督稲垣浩、1933年10月12日公開 - 大手剛造
- 『笹野権三郎 三日月笹穂切り』 : 監督稲垣浩、1933年10月26日公開 - 痣万
- 『風雲 前篇』 : 監督稲垣浩、1933年12月31日公開 - 葦牟田荘八、1分の断片のみが現存（NFC所蔵[6]）
- 『風雲 後篇』 : 監督稲垣浩、1934年1月7日公開 - 葦牟田荘八
- 『渡鳥木曾土産』 : 監督伊丹万作、1934年1月14日公開 - 鍬村民之助
- 『武道大鑑』 : 監督伊丹万作、1934年1月31日公開 - 三宅清兵衛

### フッテージ
- 『噫活弁大写真』 : 監督二川文太郎・稲垣浩、構成向井寛、製作マツダ映画社、配給東映洋画配給部、1976年5月1日公開[7]